# Gustaf Larson (direktör)
Erik Gustaf Larson, född 8 juli 1887 i Vintrosa i Örebro län, död 4 juli 1968 i Båstad i Kristianstads län, var en svensk civilingenjör och teknologie doktor, verksam inom AB Volvo som vice verkställande direktör och teknisk chef från det att bolaget grundades 1926. 
Han var son till lantbrukaren Lars Larsson och Hulda, född Magnusson. Han gifte sig den 9 november 1918 med Elin Octavia Fröberg. De fick fyra barn: Erik, Anders, Gunnel och Britt. Sonen Erik köpte 1954 Volvos återförsäljarbolag Verdexa i Malmö.

## Utbildning och karriär
Gustaf Larson hade efter sin grundutbildning 1911 på Tekniska Elementarskolan i Örebro under åren 1911–1913 arbetat som ritare och konstruktör i England på företaget White & Poppe Ltd i Coventry, som tillverkade motorer till bland annat bilmärket Morris. Efter hemkomsten till Sverige utbildade han sig till civilingenjör på Kungl. Tekniska Högskolan i Stockholm under åren 1913–1917 och var därefter 1917–1919 konstruktör och avdelningschef på SKF. Han avancerade 1919 till ritkontorschef och verkstadsingenjör vid SKF Katrineholmsverken, men slutade på SKF 1920 för att ta en anställning som teknisk chef på verkstadsföretaget AB Galco (G.A. Lindquist & Co.) på Hälsingegatan 41 i Stockholm. Åren 1923–1926 var Larson teknisk chef på Galco.

### I Sven Wingquists fotspår
Gustaf Larson utexaminerades från Örebro tekniska elementarskola 17 år efter att Sven Wingquist tagit examen från samma skola. Deras vägar skulle mötas när Gustaf Larson tog anställning som konstruktör på SKF 1917, då som nyutexaminerad civilingenjör från KTH i Stockholm. Efter några år som anställd på AB Galco i Stockholm kom de att mötas ännu en gång 1926, då AB Volvo grundades som ett dotterbolag till SKF. Sven Wingquist hade dragit ner på sitt arbete i SKF och arbetade som styrelsens ordförande på deltid.

### Gustaf Larson och AB Volvo

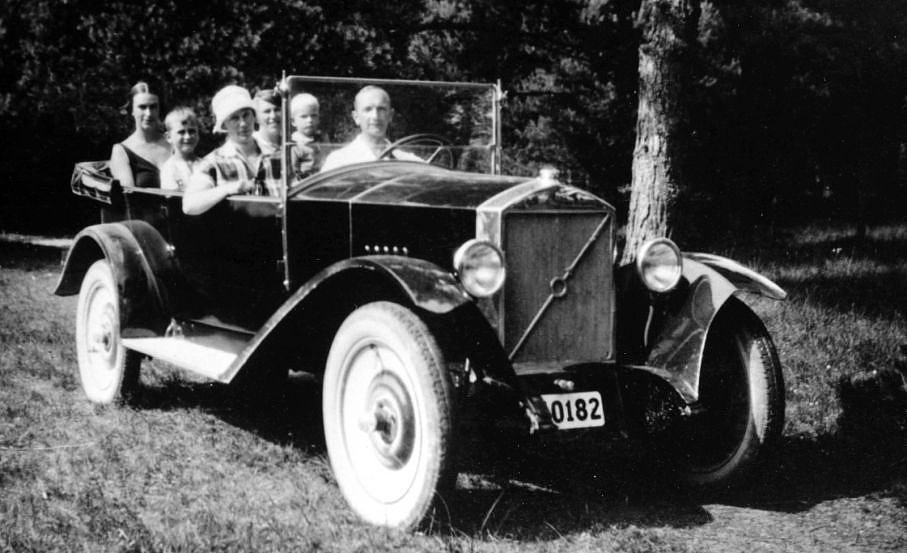
Gustaf Larson med familj fotograferad sommaren 1926 i en av de tio prototyper (Volvo ÖV 4) som byggdes i på AB Galco i Stockholm.

Vid midsommartid 1924 träffade han sin tidigare arbetskamrat, dåvarande försäljningschefen på SKF, Assar Gabrielsson på konditoriet Urbans i Stockholm, där Assar invigde Gustaf Larson i sina långt framskridna planer på att starta serietillverkning i Sverige av en nykonstruerad bil. Det blev ett mycket kort möte, eftersom Gustaf var på väg till sitt fritidshus i Trosa för att fira midsommar med familjen. I augusti 1924 träffades de åter av en slump. Så här berättar Gustaf själv i sin minnesartikel efter Assar Gabrielssons bortgång i maj 1962 om fortsättningen på deras korta möte i juni: "Senare – ja, det blev samma sommar i augusti – kräftorna lockade mig in på Sturehof och där satt "Gabriel" ensam med ett rött berg framför sig. Jag slog mig ned hos honom och vi ägnade oss åt kräftorna med iver, andakt och absolut frånvaro av "shop talk". Gustaf fortsätter: "Senare blev det en trevlig vana för oss att årligen tillsammans äta kräftor, och sedan slutet av 1940-talet deltog också de äldsta volvoiterna i denna festliga samvaro". Gustaf berättade denna historia främst som en förklaring till varför Volvo tagit upp traditionen att årligen bjuda anställda på kräftkalas, inte som en väsentlig händelse för när idéerna om att starta ett bilföretag diskuterades.

### Samarbetsavtal med Gabrielsson

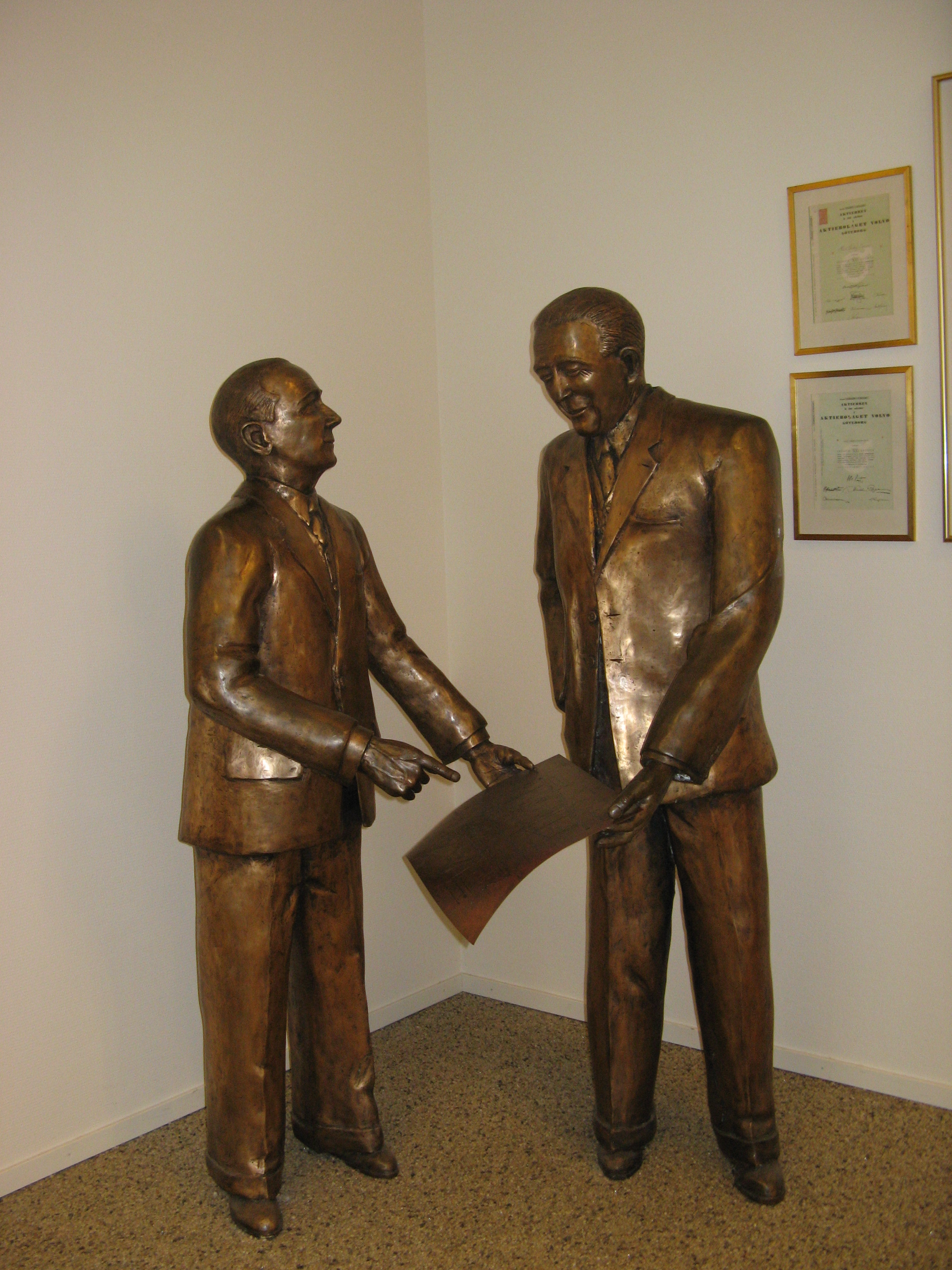
Gustaf Larson och Assar Gabrielsson sluter ett privat avtal, skulptur i Volvo Museum i Göteborg.

De skrev senare ett berömt avtal daterat den 16 december 1925, mer än ett år efter de inledande diskussionerna i Stockholm sommaren 1924. Enligt detta fick Gustaf Larson i uppdrag att mot en viss ersättning ta fram en helt ny personbil som skulle vara anpassad för svenska förhållanden och också ta fram en investeringskalkyl för en helt ny produktionsanläggning baserat på 4 000 fordon per år till att börja med. I villkoren för ersättningen till Gustaf Larson angavs att den skulle utbetalas endast om projektet föll väl ut, efter minst 100 serietillverkade bilar och om detta uppnåddes senast före den 1 januari 1928. Gustaf Larson arbetade med de inledande kalkylerna redan i september 1924 innan något avtal var undertecknat, vilket finns dokumenterat i ett brev till Gabrielsson daterat den 24 september 1924, där Gustaf presenterar de första kalkylerna för en ny bilfabrik inklusive verkstadspersonal baserat på 4 000 bilar/år.

### Larson blev Volvo
Bilen hade till en början arbetsnamnet "Larson". Den skulle sedermera den 14 april 1927 introduceras som Volvos första bil med modellbeteckningen Volvo ÖV 4. Gustaf Larson arbetade i nära ett års tid helt utan betalning parallellt med sitt ordinarie arbete på AB Galco i Stockholm på uppdrag av Assar Gabrielsson, som under framtagningstiden av den första bilmodellen i huvudsak var sysselsatt med sitt ordinarie arbete som försäljningschef för SKF och var ofta på resande fot. Gustaf Larson tillsammans med ett antal konstruktörer och teknologer från KTH svarade för merparten av det tekniska förarbetet inklusive ekonomiska kalkyler för den nya fabriken medan Assar svarade för det övergripande förarbetet att grunda ett nytt bolag inom SKF, men svarade också för en del av de direkta större beställningarna av olika komponenter till förserien bilar som monterades ihop i Stockholm.

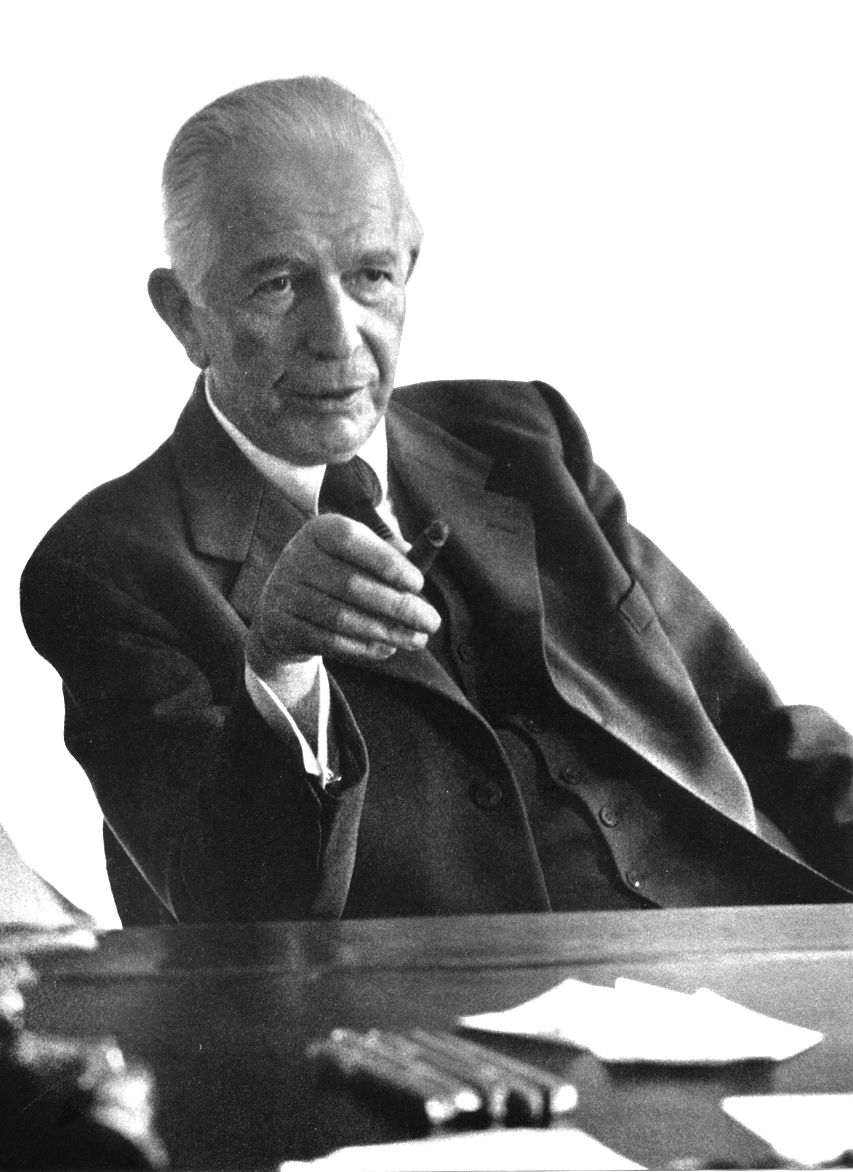
Assar Gabrielsson, foto från cirka 1960.

Assar och Gustaf kom med åren att bli de parhästar, som främst styrde företaget AB Volvo ända fram till sina respektive pensioneringar. Också efter pensioneringen arbetade de båda som konsulter för företaget.

## Andra uppdrag
År 1934 var Larson sakkunnig vid tillsättandet av en professur i mekanisk teknologi vid KTH. Han var ledamot av Svenska Turistföreningens kommitté för "automobil- och motorteknik" från 1933, ledamot av Kungliga Automobilklubbens tekniska kommitté från 1934, vice ordförande i Tekniska Samfundets i Göteborgs avdelning för mekanisk teknik och skeppsbyggnadskonst 1934–1935 samt avdelnings ordförande från 1936.

## Tidslinje
- 1911 Examen från Örebro tekniska elementarskola.
- 1911–1916 Anställd som konstruktör vid White & Poppe, Ltd, Coventry, England.
- 1913–1917 Utbildning till civilingenjör i maskinteknik på KTH i Stockholm.
- 1917–1919 Anställd på konstruktionsavdelningen vid SKF i Göteborg .
- 1919–1920 Anställd på SKF i Katrineholm.
- 1920–1926 Verkstadschef och senare teknisk chef på AB Galco i Stockholm.
- 1923–      Ledamot av styrelsen för AB Galco i Stockholm.
- 1926–1952 Teknisk chef, vice VD och styrelseledamot av AB Volvo i Göteborg.
- 1958–1968 Konsult för AB Volvo.

## Ett uttalande 1936 av Gustaf Larson om bilkonstruktion
Utdrag ur en skriftlig försäljarhandledning för Volvos återförsäljare som skulle hanteras konfidentiellt, författad 1936 i numrerade exemplar av Assar Gabrielsson och Gustaf Larson med anledning av att försäljningen gick trögt och kritik riktats från återförsäljarna mot Volvo på en rad punkter där man jämfört Volvo med konkurrerande bilmärken och bland annat anser att Volvos konstruktionslösningar fördyrar bilen onödigt mycket. 
Gustaf Larson: En automobil framföres av människor. Grundprincipen för allt konstruktionsarbete är och måste därför vara: Säkerhet. Varje enskild detalj måste dimensioneras så att den håller för varje påfrestning, med undantag för kollisioner. Om ex. en framhjulsspindel brister kan det röra sig om människoliv.

## Utmärkelser

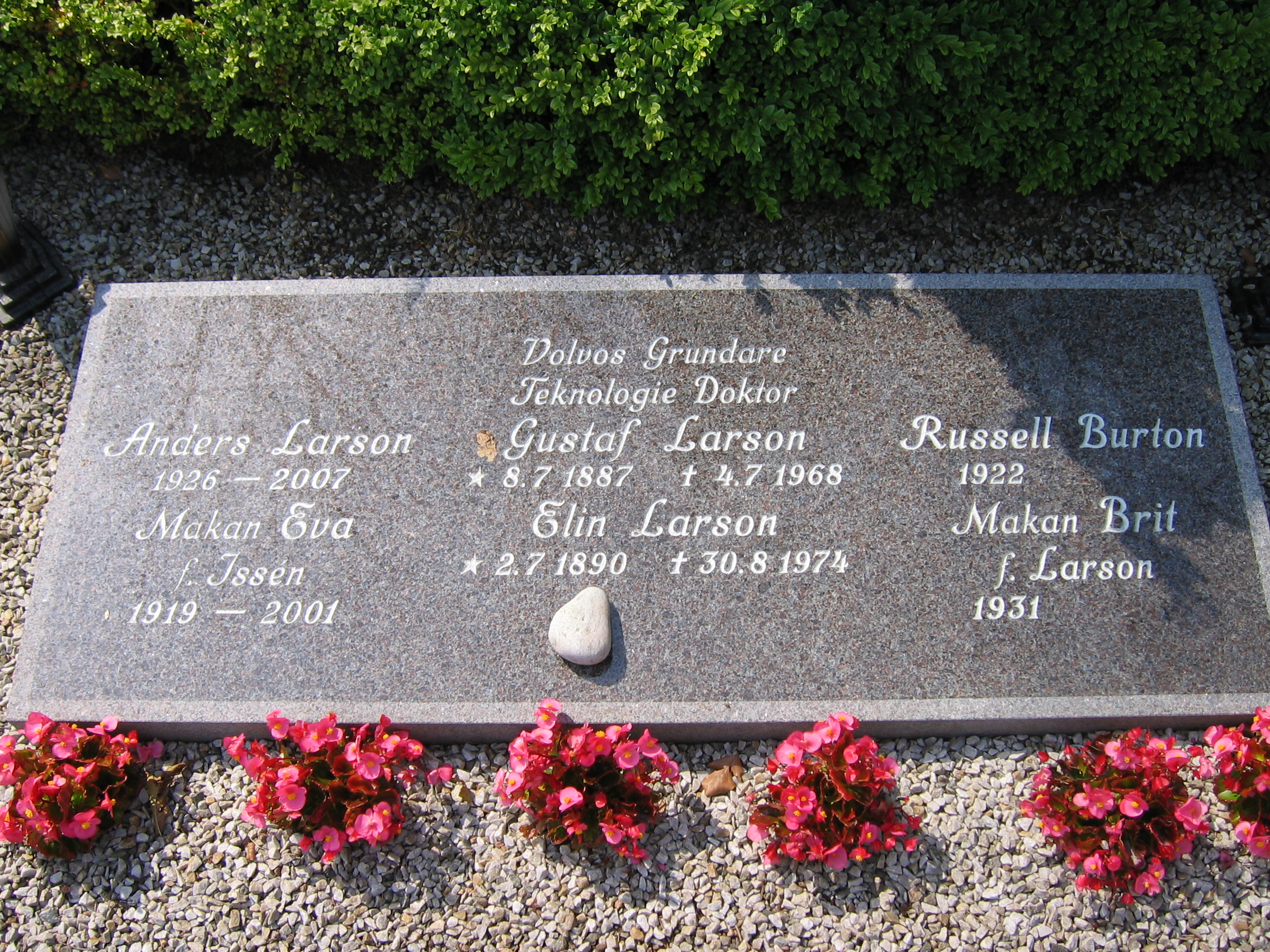
Gustaf Larsons familjegrav i Båstad.

- 1929 Ingenjörsvetenskapsakademiens mindre guldmedalj tillsammans med Jan G. Smith ”för deras insats för utvecklingen av den inhemska automobiltillverkningen”
- 1933 Riddare av Vasaorden
- 1941 Ledamot av Ingenjörsvetenskapsakademien
- 1947 Ledamot av Krigsvetenskapsakademien
- 1952 Teknologie hedersdoktor vid Kungliga Tekniska Högskolan